# Paul Stolper
Paul Stolper (* 1865 in Buchwald, Landkreis Oels, Provinz Schlesien; † 13. März 1906 in Göttingen) war ein deutscher Chirurg und Rechtsmediziner.

## Leben
Stolper besuchte ab Sexta das Oelser Gymnasium. Nach dem Abitur studierte er an der Königlichen Universität zu Greifswald Medizin. 1886 wurde er im kurzlebigen Corps Baltia Greifswald recipiert. 1892 wurde er an der Universität Leipzig zum Dr. med. promoviert.

### Neu-Heiduk und Breslau
Zu Beginn seiner Ausbildung war er bei Emil Ponfick in der Breslauer Pathologie. Chirurg wurde er bei Johann von Mikulicz in Breslau und bei Wilhelm Wagner am Knappschaftskrankenhaus in Neu-Heiduk bei  Königshütte in Oberschlesien. Er ließ sich als Chirurg in Breslau nieder und widmete sich der Unfallheilkunde. 1902 habilitierte er sich an der Königlichen Universität Breslau für Gerichtliche Medizin und Unfallchirurgie. Für Mediziner und Juristen hielt er Vorlesungen über die Unfall- und Invalidenversicherungsgesetze und (für Mediziner) über die Begutachtung von Unfallverletzten.

### Göttingen
1903 folgte er dem Göttinger Ruf als Kreisarzt. An der Georg-August-Universität Göttingen übernahm den Lehrauftrag für Gerichtliche Medizin und die Neueinrichtung eines Instituts für dieses Fach. Am 1. April 1904 erhielt er das erste rechtsmedizinische Extraordinariat. Zur Verfügung gestellt wurde ihm das erste Institutsgebäude, das Absonderungshaus des Siechenhauses. Den Neubau erlebte er nicht; denn zwei Jahre später erlitt er bei einem Vortrag über die Prophylaxe der Tuberkulose einen tödlichen Schlaganfall. Er wurde nur 41 Jahre alt. In seinem 1900 erschienenen Hauptwerk über die Gerichtliche Medizin stützte er sich auf seinen schlesischen Landsmann Paul Guder.

## Werke
- Beiträge zur Syphilis visceralis (Magen-, Lungen-, Herzsyphilis). Cassel 1896.
- Die Geistesstörungen in Folge von Kopfverletzung. Vierteljahresschrift für gerichtliche Medizin, 3. Folge, 14 (1897), S. 130 und 334.
- mit Wilhelm Wagner: Die Verletzungen der Wirbelsäule und des Rückenmarks (= Teil 40 von Deutsche Chirurgie). Enke, Stuttgart 1898.
- mit Wilhelm Wagner: Gesundheitsbuch für den Steinkohlenbergbau. Berlin 1898.
- Guder`s  Gerichtliche  Medizin  für  Mediziner  und  Juristen:  Unter  Berücksichtigung  des  Bürgerlichen Gesetzbuches,  des  Unfall-Versicherungs-  und  des  Alters-  und  Invaliditäts-Versicherungs-Gesetzes.  (= Abel`s Medizinische Lehrbücher). Johann Ambrosius Barth Verlag, Leipzig 1900.
- Über die Beziehungen zwischen Syphilis und Trauma. Leipzig 1902.